# Where Does It Hurt
Where Does It Hurt è il primo singolo estratto dalla colonna sonora della terza stagione della serie televisiva canadese Instant Star attualmente in onda su Italia 1, Songs from Instant Star 3.
Alexz Johnson, che interpreta il ruolo di "Jude Harrison" nello show, ha inciso questo singolo uscito nel 2007.
Il brano è stato pubblicato il 23 giugno 2007 su iTunes e Pretracks per i residenti in Canada.
Le canzoni dal CD Songs from Instant Star 3 sono state recentemente pubblicate in Canada dall'iTunes Store online della Apple.